# Ordre du Courage personnel
 (juillet 2025).
L'ordre du Courage personnel est une distinction qui était décernée en URSS puis en Russie, à partir du 28 décembre 1988 et jusqu’en 1994.

## Histoire
Cette décoration pouvait être attribuée à tout citoyen soviétique faisant preuve d'un courage exceptionnel et de bravoure au cours d'un sauvetage, d'une opération du maintien de l'ordre public ou lors de catastrophes environnementales. La médaille a été conçue par A.B.Z.huk et représente une étoile en argent doré avec la sentence « Pour le courage personnel » (« За личное мужество », Za lichnoe muzhestvo) et « URSS » (« СССР ») écrits dessus. Il a été remplacé en Russie par l'« Ordre du Courage » en 1994, qui a un aspect différent.

## Récipiendaires
L'ordre a été décerné la première fois le 3 février 1989 à une professeur de l'école no 42 de la ville d'Ordjonikidze (aujourd'hui Vladikavkaz), Natalia Efimova. Sa classe, avec les élèves, avait été prise en otage et plus tard libérés lors d'une opération de police. Au total, on compte 600 récipiendaires environ.

## Source
- (en) Cet article est partiellement ou en totalité issu de l’article de Wikipédia en anglais intitulé « Order for Personal Courage » (voir la liste des auteurs).